# Чопра, Арьян
Арьян Чопра (там. ஆர்யன் சோப்ரா, род. 10 декабря 2001) — индийский шахматный вундеркинд, гроссмейстер (2017).

## Биография
Начал играть в шахматы в возрасте шести лет после того, как в результате несчастного случая он временно находился на домашнем режиме. Стал гроссмейстером в 2016, в возрасте 14 лет, 9 месяцев и 3 дней, титул был официально присвоен ФИДЕ в 2017. Он стал вторым самым молодым индийцем, ставшим гроссмейстером, после Паримарджана Неги. В настоящее время он является пятым самым молодым гроссмейстером Индии.
Победитель открытого чемпионата Сербии 2022 года, разделил 3-4 место в чемпионате Индии 2022 года.

## Изменения рейтинга
| Графики недоступны из-за технических проблем. См. информацию на Фабрикаторе и на mediawiki.org. |